# Jan Sztolcman
Jan Sztolcman (de vegades anomenat Jean Stanislaus Stolzmann) (Varsòvia, 19 de novembre de 1854 - Varsòvia, 28 d'abril de 1928) va ser un ornitòleg polonès.	

## Biografia
El 1872 va començar a estudiar zoologia a la Universitat Imperial de Varsòvia. En el mateix any es va incorporar al Consell de Ministres del Zoològic de Varsòvia, que era un important centre de treball científic que reunia investigadors nacionals i estrangers. El llavors cap del Gabinet de Zoologia era el zoòleg polonès Władysław Taczanowski, que exercia amb el patrocini financer d'Aleksander Branicki i Konstanty Branicki. Durant els seus estudis, Jan Sztolcman es va convertir en ajudant de Taczanowski, ajudant-lo a organitzar col·leccions entomològiques i preparar aus.
Després de la renúncia del zoòleg polonès Konstanty Jelski, en col·laboració amb el Gabinet de Zoologia, Sztolcman va interrompre els seus estudis i el 24 d'agost de 1875 va iniciar un viatge al Perú. En el camí, va romandre durant un curt període a Montevideo, Valparaíso, Antofagasta, Arica i Callao. Al mateix temps, Lima es va convertir en la base dels seus viatges zoològics organitzats. Les expedicions van incloure el reconeixement d'àrees del Cumbote, Tombis, zones de l'Equador, al voltant Pascamayo, Cutervo, Chota i la vall del riu Marañón, on va recol·lectar exemplars zoològics i va descobrir quatre noves espècies d'aus, que les va descriure més endavant en les Pamiętnikach Londyńskiego Towarzystwa Zoologicznego (Memòries de la Societat Zoològica de Londres). El 1881, Sztolcman va completar l'estudi i va tornar a Europa.
A l'any següent va viatjar a l'Equador, junt amb Józef Siemiradzki (geòleg i paleontòleg polonès), i es va traslladar a Guayaquil, on va embarcar en diverses expedicions pel país per a estudiar la flora i la fauna d'aquesta part d'Amèrica. Va recol·lectar centenars d'espècies d'ocells procedents d'Amèrica del Sud, amb alguns exemplars poc coneguts o completament desconeguts per als ornitòlegs europeus. En Guayaquil, Sztolcman i Siemiradzki va reunir amb Ernest Malinowski, enginyer i constructor de ferrocarrils polonès, per a passar tots junts la vigília de Nadal de 1882. En 1884, Jan Sztolcman va tornar a Varsòvia.
En 1887 es va convertir en el director del Museu Zoològic de Branickis, creat el 1919. Quan es va combinar amb el Gabinet de Zoologia del Museu Zoològic Nacional, va exercir la funció de sotsdirector. Aquí obté el títol de professor associat i professor de geologia i paleontologia.
Va ser caçador actiu, i el fundador i editor de la publicació Łowiec Polski (El caçador polonès, 1899).
En 1901 va participar en una expedició d'investigació al Sudan, a la conca del Nil Blanc.
També va ser activista en protecció de la natura i, des de 1926 va ser membre del Consell d'Estat per a la Conservació de la Natura.
Va morir a Varsòvia el 1928.

## Activitat científica
Jan Sztolcman va ser un dels primers zoòlegs polonesos que va descriure, entre d'altres, els colibrís (com el Loddigesia mirabilis) que viuen a la serralada dels Andes. Durant els seus viatges, a més de descriure diverses espècies de fauna i flora, va dedicar molta atenció a la descripció de la població indígena que va trobar durant els seus viatges. Estava més interessat per les tribus que habiten la costa peruana, la zona circumdant de Sechura i el desert de Sechura, les costes de l'Equador, la regió de Tumbes, i la cultura moche. En les anotacions del zoòleg, també es poden trobar descripcions d'altres tribus, com els shuar que viuen a la serralada peruana, i els aguarunas i els cashibo de la selva amazònica peruana.
Va ser el iniciador del programa de conservació de bisons europeus. Al maig de 1923, al Congrés Internacional de Conservació de la Natura a París, com a delegat de la Comissió Estatal de Conservació de la Natura, va presentar un projecte polonès per salvar l'espècie basant-se en les experiències de la Lliga de Conservació del Bisont Americà.
En 1924, Jan Sztolcman va fer conferències sobre caça a la Universitat de Ciències de la Vida de Varsòvia.
El nom de l'investigador s'ha utilitzar per anomenar moltes espècies d'ocells i animals, com per exemple els ocells Phoenicothraupis stolzmanni, Colaptes stolzmanni, Catharus dryas stolzmanni, el mamífer Mustela stolzmanni, i els reptils Liolaemus stolzmanni i Microlophus stolzmanni.

## Epònims
El tàxon amb l'epítet específic de stolzmanni commemora el seu nom.

## Obra
Jan Sztolcman és l'autor de 367 articles científics. Va publicar els seus treballs científics a Polònia, així com a França, Anglaterra, Alemanya i Rússia. Entre les obres escrites de Sztolcman es troba un tractat sobre el bisó europeu de 1926, titulat Żubr, jego historia, obyczaje i przyszłość (El bisó, la seva història, el seu comportament i el seu futur).
Altres treballs significatius de Sztolcman són:
- Ornitologia łowiecka (Caça ornitològica, 1905).
- Wspomnienia z podróży (volums 1, 2); (Memòries del viatge, 1912).
- Szkice ornitologiczne (Esbossos ornitològics, 1916).
- Łowiectwo (Caça, 1920).
- Przemówienie Jana Sztolcmana i Roberta de Clermont na Międzynarodowym Kongresie Ochrony Przyrody w Paryżu (Discurs de Jan Sztolcman i Robert de Clermont al Congrés Internacional de Conservació de la Natura de París, 1923).
- O dymorfizmie płciowym: polemika z poglądami Karola Darwina (Sobre el dimorfisme sexual: polèmica amb les opinions de Charles Darwin).
- Nad Nilem Błękitnym: książka w formie reportażu (Sobre el Nil Blau: un llibre en forma de reportatge).